# Krzysztof Warzycha
Krzysztof Ireneusz Warzycha (IPA: ˈkʂɨʂtɔf vaˈʐɨxa; in greco Κριστόφ Βαζέχα?) (Katowice, 17 novembre 1964) è un allenatore di calcio, politico ed ex calciatore polacco con cittadinanza greca, di ruolo attaccante.
Ha giocato gran parte della sua carriera nelle file del club greco del Panathinaikos, di cui è il calciatore più prolifico della storia e il secondo con più presenze. Detiene molti record in Grecia ed è conosciuto per le sue prestazioni anche in campo europeo.

## Carriera

### Giocatore

#### Club

##### Ruch Chorzów
Muove i primi passi da calciatore professionista in patria nelle file del Ruch Chorzów. Dopo la trafila delle giovanili, esordisce in prima squadra nel 1983. Veste la maglia azzurra del Ruch per sei anni, dove gioca 167 incontri di Ekstraklasa e segna 66 reti tra il 1983 e il 1989. Nel 1989 vince il campionato polacco col suo club e viene nominato giocatore polacco dell'anno, acquistando visibilità internazionale.

##### Panathinaikos
Nell'estate del 1989 viene acquistato dai greci del Panathinaikos. Con i bianco-verdi di Atene disputa 15 stagioni, dove diventa una bandiera della squadra rimanendo fino alla fine della carriera nel 2004. In 15 anni riesce a giocare 390 partite di campionato segnando 244 reti, risultando ad oggi il calciatore più prolifico del club e il secondo per presenze.
Col Panathinaikos Warzycha vince rispettivamente 5 campionati greci, altrettante coppe di Grecia e 2 Supercoppe. Si aggiudica inoltre il titolo di capocannoniere per 3 edizioni e viene nominato miglior straniero del campionato greco in tre occasioni. Rimane ad oggi lo straniero con più presenze nel campionato greco ed il secondo marcatore di sempre della competizione, dietro soltanto a Thomas Mavros e davanti ad altri grandi attaccanti come Dīmītrīs Saravakos e Alexandros Alexandris.
I numeri di Warzycha in Europa sono egualmente notevoli: il suo gol più famoso rimane quello segnato agli olandesi dell'Ajax all'Olympisch Stadion il 4 aprile del 1996, in semifinale di Champions League. Il Panathinaikos ottenne così una storica e prestigiosa vittoria contro una delle squadre più forti del continente, mentre per l'Ajax fu la prima sconfitta casalinga in quattro anni. L'impresa non bastò al Panathinaikos, che perse poi in casa 3-0. In quell'edizione di Champions Warzycha segnò ben 6 reti in 9 incontri. Complessivamente, con un bottino di 8 reti complessive in Champions, rimase il miglior goleador polacco della competizione prima che Robert Lewandowski ne segnasse 10 nell'edizione 2012-13 col Borussia Dortmund.

#### Nazionale
La Nazionale polacca lo convocò 50 volte e lui realizzò 9 reti.

### Allenatore
Dopo l'esonero dell'allenatore Henk Ten Cate l'8 dicembre 2009, Warzycha fu nominato assistente di Nikos Nioplias.
Il 1º marzo 2012 Warzycha diviene allenatore della squadra di Delta Ethniki dell'Egaleo, iniziando la sua prima avventura da allenatore.
È stato poi nello stesso anno allenatore del Fokikos F.C.
Nell'aprile 2017 ha invece sostituito Waldemar Fornalik sulla panchina del Ruch Chorzów, suo club di origine.

## Palmarès

### Giocatore

#### Club
- Campionato polacco: 1

Ruch Chorzów: 1988-1989
- Campionato greco: 5

Panathinaikos. 1989-1990, 1990-1991, 1994-1995, 1995-1996, 2003-2004
- Coppa di Grecia: 5

Panathinaikos: 1990-1991, 1992-1993, 1993-1994, 1994-1995, 2003-2004
- Supercoppa di Grecia: 2

Panathinaikos: 1993, 1994

#### Individuale
- Calciatore polacco dell'anno: 1

1988
- Miglior straniero del campionato greco: 3

1995, 1997, 1998
- Capocannoniere del campionato polacco: 1

1988-1989 (24 gol)
- Capocannoniere del campionato greco: 3

1993-94 (24 gol, a pari merito con Alexios Alexandris), 1994-1995 (29 gol), 1997-1998 (32 gol)

## Vita privata
Cittadino greco dal 1998, ha tentato l'attività politica nel 2004, candidandosi alle elezioni parlamentari con Nuova Democrazia e per la poltrona di sindaco di Atene. Fu in seguito nel 2015 un candidato ANEL per il Parlamento Elezioni politiche del 2015, ma non venne eletto.